# Can Valls (Palau-solità i Plegamans)
Can Valls és una obra de Palau-solità i Plegamans (Vallès Occidental) inclosa a l'Inventari del Patrimoni Arquitectònic de Catalunya.

## Descripció
És una masia de planta rectangular amb planta baixa i pis. A la façana principal hi ha la porta d'entrada en forma d'arc de mig punt adovellat. Té un gran pati amb una torre que va ser un antic pou. Al fons de la casa, es troben cossos afegits destinats a l'explotació ramadera. Dintre de la casa es troben dues arcades ben conservades. També hi ha restes de dues preses de vi.

## Història
Aparentment la casa va formar part d'un petit poble on hi havia diverses cases. Avui únicament queda aquesta.